# Jacob van Hulsdonck

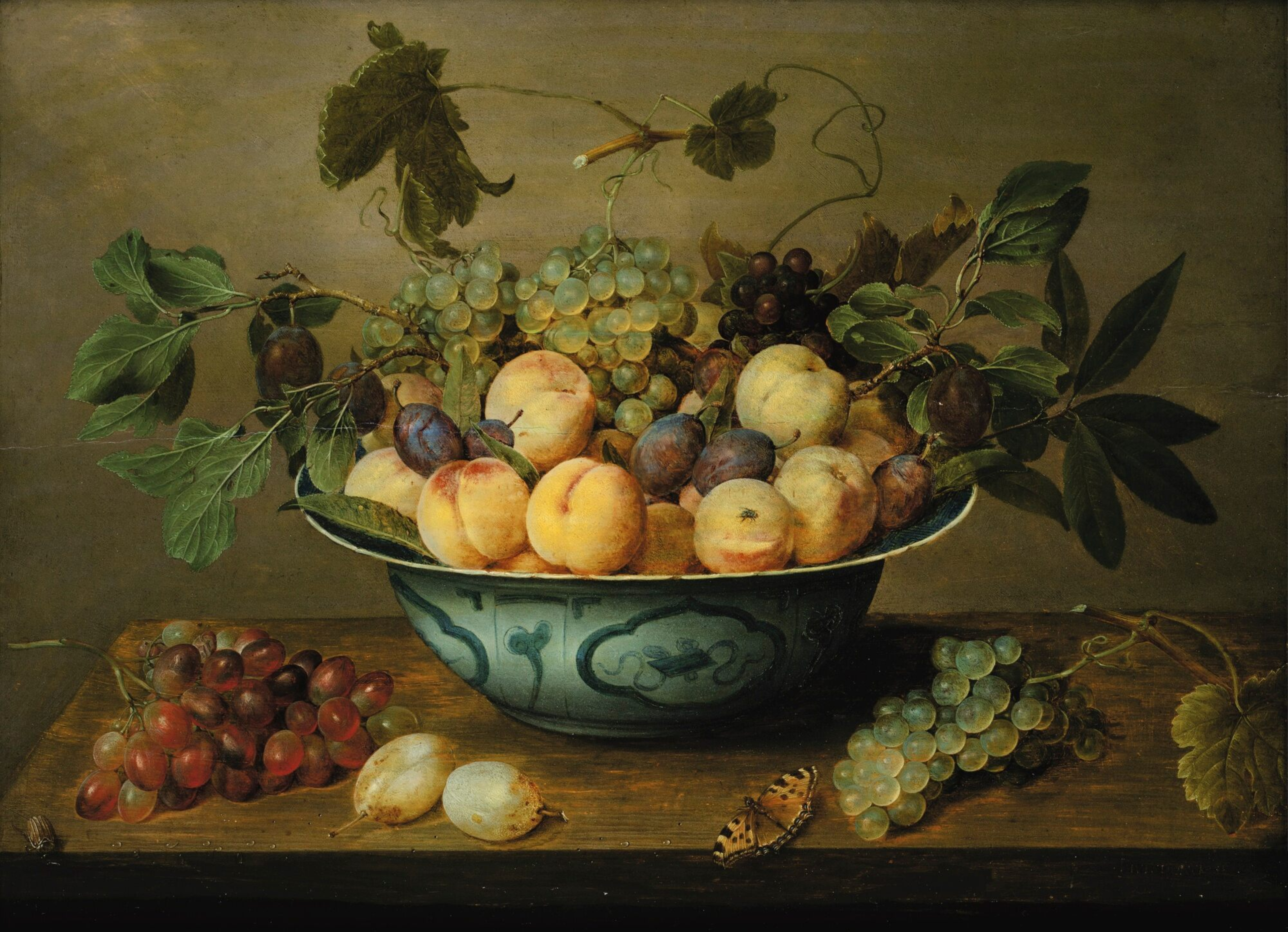
Stilleven met fruit in een Wanli schaal op een tafel met een vlinder en een kever

Jacob van Hulsdonck (Antwerpen, 1582 - aldaar, 1647) was een Vlaamse barokschilder die een rol speelde in de vroege ontwikkeling van het genre van fruit-, banket- en bloemstillevens.

## Leven
Jacob van Hulsdonck werd geboren in Antwerpen in 1582. Van Hulsdonck groeide op in Middelburg, waar zijn ouders om godsdienstige redenen naartoe waren verhuisd. Hier bracht hij ook zijn leertijd door. In Middelburg verkeerde hij in de omgeving van de eveneens Vlaamse stillevenschilder Ambrosius Bosschaert de Oude, maar onbekend is of hij in diens atelier heeft gewerkt.
In 1608 was hij terug in Antwerpen, waar hij vrijmeester werd in het plaatselijke Sint-Lucasgilde en een eigen atelier opzette. Hij trouwde in 1609 met Maria la Hoes. Zeven kinderen werden uit dit eerste huwelijk geboren, onder wie de latere schilder Gillis van Hulsdonck (geboren 1625/26).  Na de dood van zijn eerste vrouw in 1629, trouwde hij op 17 augustus 1632 met Josina Peeters met wie hij nog een kind had. Hij was de schoonvader van schilder Jan de Bruyne (+1654). 

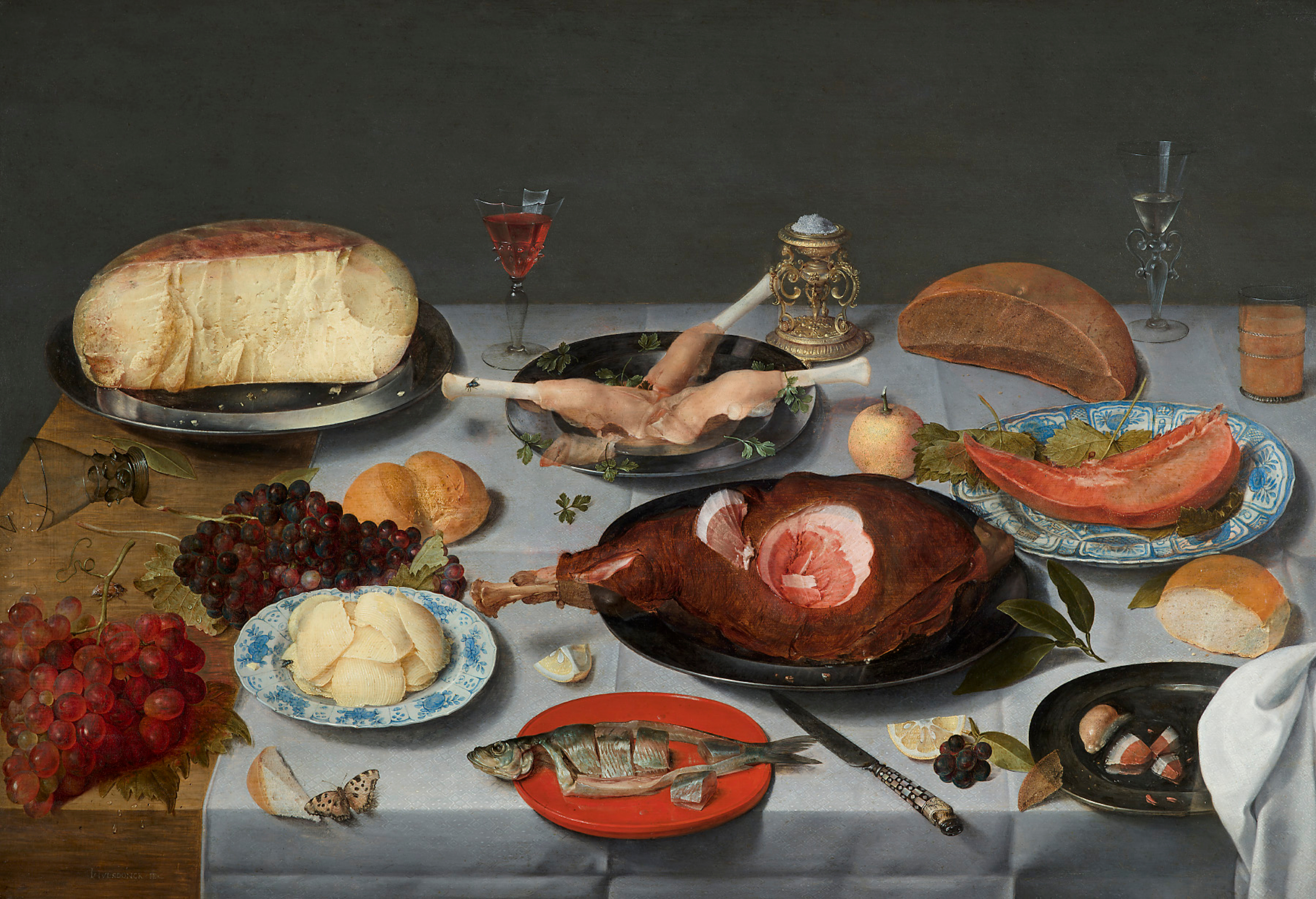
Table laid with cheese, herring and ham

Hij was de leraar van zijn zoon Gillis, Jacques de Moor, Hans van Pelt and Thomas Vermeulen.
Hij stierf in Antwerpen in 1647.  Zijn doodschuld had tussen 18 september 1646 en 18 september 1647 aan het gilde moeten betaald zijn, maar werd niet betaald.

## Werk
Jacob van Hulsdonck was een stillevenschilder van banketstukken, fruitschalen en bloemen. Er worden momenteel ongeveer 100 schilderijen aan hem toegeschreven. De zorgvuldige behandeling van details in zijn werk verklaart waarschijnlijk zijn relatief lage productie. Meer dan de helft van zijn schilderijen is gesigneerd met zijn karakteristieke volledige handtekening in hoofdletters, terwijl sommige gesigneerd zijn met alleen een monogram. 

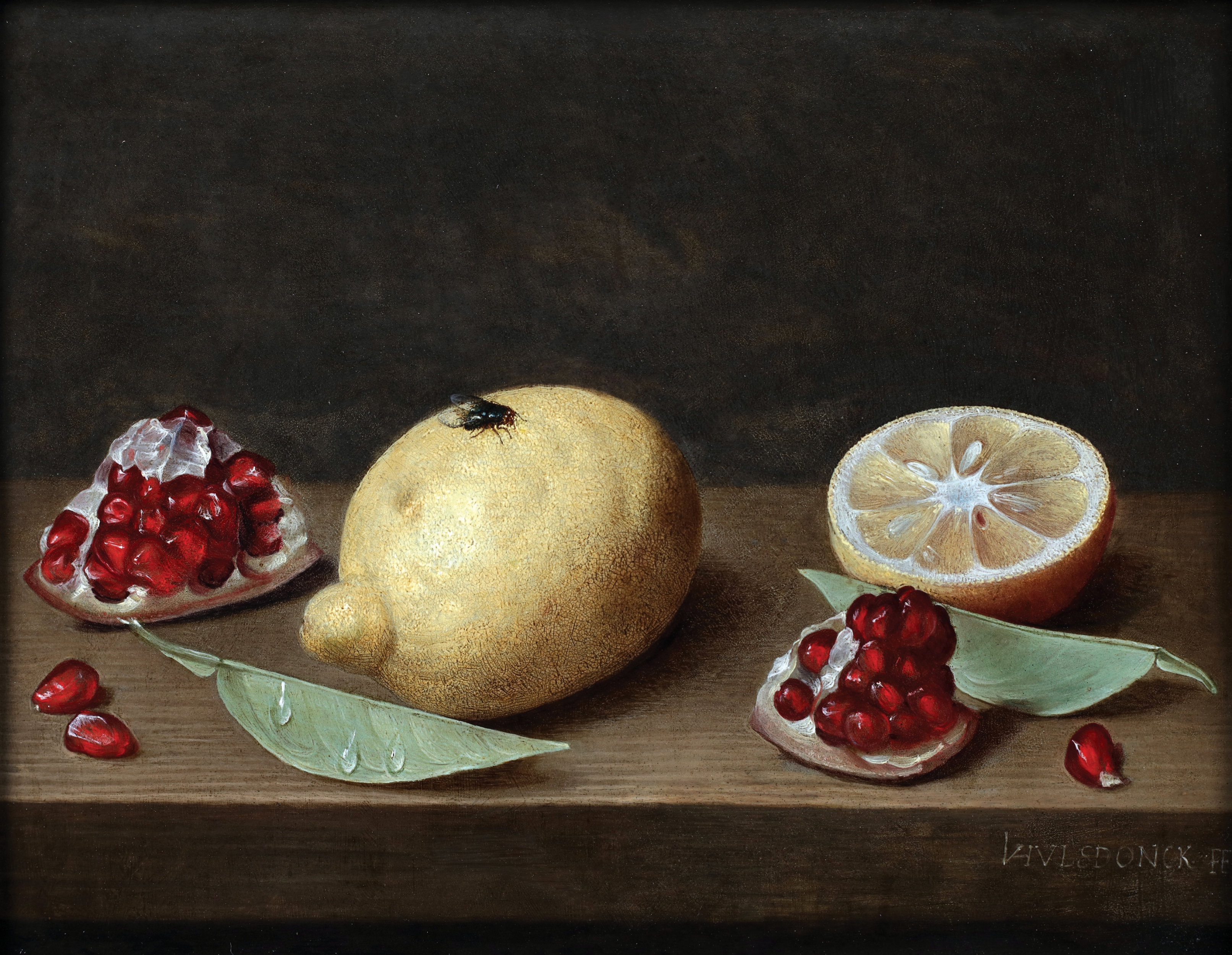
Stilleven van citroenen en granaatappel

Omdat hij slechts één gedateerd werk heeft nagelaten, het Ontbijtstuk met een vis, ham en kersen uit 1614 (Bowes Museum, Barnard Castle) is het moeilijk om een chronologie van zijn werken vast te stellen. Merken van paneelmakers helpen weinig bij het dateren van zijn werk, omdat hij een voorkeur had voor panelen die aan de achterkant met gesso waren geprepareerd, waardoor het hout stabieler was en minder gevoelig voor kromtrekken. Aangenomen wordt dat zijn vroegste stillevens die zijn waarin de rand van de tafel zich dicht bij de onderkant van het beeld bevindt en de tafel is afgebeeld vanuit een tamelijk hoog standpunt. In deze vroege werken is de tafel gedeeltelijk bedekt met een wit doek. In zijn latere werken liet hij iets van de rigiditeit van deze vroege werken los door het gezichtspunt te verlagen, wat ruimte onder de tafel te laten en één kant van de tafel in de compositie op te nemen. Ook zijn palet zou in de loop der jaren zijn geëvolueerd en zijn latere werken hebben helderder kleuren en minder donkere achtergronden. Zijn latere stillevens staan op blankhouten tafels. De houtnerf is meestal zeer gedetailleerd weergegeven. Soms zijn deze tafels gedeeltelijk bedekt met een donker (grijs- of groenachtig-zwart) doek.

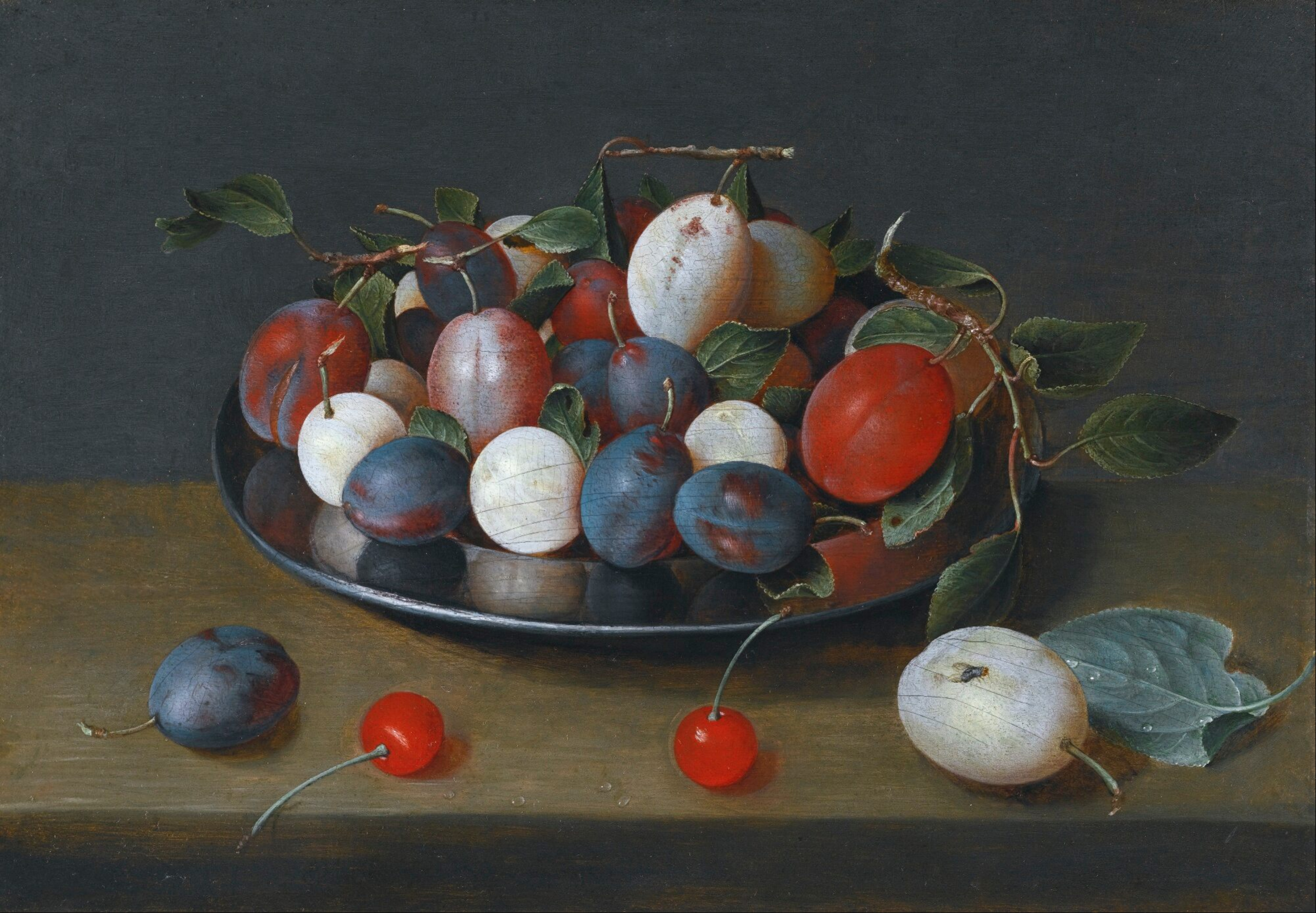
Stilleven met pruimen op een bord

Hoewel hij bekend moet zijn geweest met het werk van het atelier van Bosschaert, vertoont zijn werk meer verwantschap met het werk van Osias Beert en zelfs Hieronymous Francken II, twee stillevenschilders die in het begin van de 17e eeuw in Antwerpen actief waren. Het is zelfs mogelijk dat van Hulsdonck in hun kring werkte voordat hij in 1608 meester werd in de Sint-Lucasgilde. Zijn bloemstukken tonen de invloed van Jan Brueghel de Oude.
Terwijl van 17de-eeuwse stillevens meestal wordt aangenomen dat ze een verborgen 'boodschap' overbrengen, vaak gerelateerd aan het vanitas-motief van de vergankelijkheid van alle dingen, lijkt dit in de werken van van Hulsdonck grotendeels afwezig te zijn geweest. Wel nam Van Hulsdonck vaak een bromvlieg op als opvallend motief en als enig levend wezen in zijn stillevens. Vliegen worden vaak gezien als symbool voor de kortheid van het leven.